# Regionální centrum pokročilých technologií a materiálů
Regionální centrum pokročilých technologií a materiálů (RCPTM) je vědecko-výzkumné pracoviště Přírodovědecké fakulty Univerzity Palackého v Olomouci. V centru jeho zájmu jsou nanočástice a nanotechnologie.Odborníci se věnují především vývoji nanomateriálů a chemických látek, které mohou najít uplatnění v medicíně, biotechnologiích, potravinářství a dalších odvětvích průmyslu i při ochraně životního prostředí. Významných výsledků dosahují i zdejší optici, kteří nahlížejí do světa fotonů a kvantového zpracování informací nebo se věnují výzkumu kosmického záření.
Vědecké centrum je zapojeno do řady významných mezinárodních kolaborací. Vzniklo 1. října 2010, od října 2013 sídlí v nově vybudovaném objektu v areálu Přírodovědecké fakulty UP v Olomouci-Holici, kde mají vědci k dispozici kvalitní přístrojové vybavení.
Prioritní oblasti výzkumu zahrnují nanočástice oxidů kovů pro katalytické, magnetické a biomedicínské aplikace, uhlíkové nanostruktury na bázi grafenu a kvantových teček, nanočástice kovů pro antimikrobiální úpravy a technologie čištění vod, medicinální, výpočetní a koordinační chemii, fotoniku a vývoj přístrojových technik pro aplikace v optice a analytické chemii.
Ve vědeckém centru pracuje zhruba 120 výzkumníků, z toho čtvrtina zahraničních. Své výsledky každoročně prezentují ve více než 300 původních vědeckých pracích v prestižních časopisech.  RCPTM v letech 2011 až 2015 spolupracovalo nebo spolupracuje s více než 170 průmyslovými partnery. Cílem je přenos high-tech technologií do praxe a podpora vzniku nových firem zaměřených na sofistikované technologie.
RCPTM pořádá v tuzemsku ojedinělý přednáškový cyklus Rudolf Zahradník Lecture Series, v němž vystupují světově uznávaní vědci z oblasti chemie a materiálových věd.
Generálním ředitelem centra byl v letech 2010–2020 prof. RNDr. Radek Zbořil, Ph.D. V současnosti je zastupujícím ředitelem RCPTM Prof. RNDr. Michal Otyepka, Ph.D.

## Struktura centra
Hlavní vědeckou kostru RCPTM tvoří osm výzkumných oddělení, která mezi sebou spolupracují.
- Magnetické nanostruktury Archivováno 9. 10. 2016 na Wayback Machine.
- Uhlíkové nanostruktury, biomolekuly a simulace Archivováno 9. 10. 2016 na Wayback Machine.
- Biologicky aktivní komplexy a molekulární magnety Archivováno 9. 10. 2016 na Wayback Machine.
- Optické a fotonické technologie Archivováno 9. 10. 2016 na Wayback Machine.
- Nanomateriály v biomedicíně Archivováno 11. 9. 2018 na Wayback Machine.
- Nanotechnologie v analytické chemii Archivováno 9. 10. 2016 na Wayback Machine.
- Environmental Nanotechnologies Archivováno 9. 10. 2016 na Wayback Machine.
- Photoelectrochemistry Archivováno 11. 9. 2018 na Wayback Machine.

## Významné projekty
RCPTM je dlouhodobě mimořádně úspěšné v získávání národních i mezinárodních grantů včetně projektů Evropské výzkumné rady (ERC) a FP7 (či Horizon 2020), které do rozpočtu Centra v letech 2010 až 2015 přinesly více než 27 milionů eur.
Mezi nejvýznamnější patří:
- ERC-Consolidator grant: Two-Dimensional Chemistry towards New Graphene Derivatives[1];
- Nanobiowat[2], Alterbio[3] (Centra kompetence,Technologická agentura České republiky)
- Řízení struktury a funkce biomolekul na molekulové úrovni: souhra teorie a experimentu, Centrum interakcí potravních doplňků s léčivy a nutrigenetiky (Centra excelence,Grantová agentura České republiky)
- NanoRem[4], EcoThermo[5] (7. rámcový program EU)

RCPTM je tak jediným výzkumným pracovištěm v ČR, které úspěšně řeší dvě centra excelence a dvě centra kompetence, jakožto nejvýznamnější projekty základního a aplikovaného výzkumu, které byly v posledních letech uděleny v rámci GA ČR, respektive TA ČR. Centrum je zároveň zapojeno do prestižních mezinárodních kolaborací typu Pierre Auger Observatory, Cherenkov Telescope Array nebo CERN-ATLAS.

## Vědecké výsledky
Významné publikace
- J. Šponer, G. Bussi, M. Krepl, P. Banáš, S. Bottaro, R. A. Cunha, A. Gil-Ley, G. Pinamonti, S. Poblete, P. Jurečka, N. G. Walter, M. Otyepka: „RNA Structural Dynamics As Captured by Molecular Simulations: A Comprehensive Overview", Chem. Rev. 118, 4177-4338 (2018).
- J. Tuček, P. Błoński, J. Ugolotti, A. K. Swain, T. Enoki, R. Zbořil: „Emerging chemical strategies for imprinting magnetism in graphene and related 2D materials for spintronic and biomedical applications", Chem. Soc. Rev. 47, 3899-3990 (2018).
- A. Panáček, L. Kvítek, M. Smékalová, R. Večeřová, M. Kolář, M. Röderová, F. Dyčka, M. Šebela, R. Prucek, O. Tomanec, R. Zbořil: „Bacterial resistance to silver nanoparticles and how to overcome it ", Nat. Nanotechnol. 13, 65–71 (2018).
- J. Kou, C. Lu, J. Wang, Y. Chen, Z. Xu, R. S. Varma: „Selectivity Enhancement in Heterogeneous Photocatalytic Transformations", Chem. Rev. 117, 1445–1514 (2017).
- S. Kment, F. Riboni, S. Pausova, L. Wang, L. Wang, H. Han, Z. Hubička, J. Krysa, P. Schmuki, R. Zbořil: „Photoanodes based on TiO2 and α-Fe2O3 for solar water splitting – superior role of 1D nanoarchitectures and of combined heterostructures", Chem. Soc. Rev. 46, 3716–3769 (2017).
- K. Ulbrich, K. Holá, V. Šubr, A. Bakandritsos, J. Tuček, R. Zbořil: „Targeted Drug Delivery with Polymers and Magnetic Nanoparticles: Covalent and Noncovalent Approaches, Release Control, and Clinical Studies", Chem. Rev. 116, 5338-5431 (2016).
- V. Georgakilas, J. A. Perman, J. Tuček, R. Zbořil: „Broad Family of Carbon Nanoallotropes: Classification, Chemistry, and Applications of Fullerenes, Carbon Dots, Nanotubes, Graphene, Nanodiamonds, and Combined Superstructures", Chem. Rev. 115, 4744–4822 (2015).
- M. B. Gawande, S. N. Shelke, R. Zbořil, R. S. Varma: „Microwave-Assisted Chemistry: Synthetic Applications for Rapid Assembly of Nanomaterials and Organics", Acc. Chem. Res. 47, 1338–1348 (2014).
- K.E. Riley, P. Hobza: „On the Importance and Origin of Aromatic Interactions in Chemistry and Biodisciplines“, Acc. Chem. Res. 46, 927-936 (2013).
- P. Lazar, S. Zhang, K. Šafářová, Q. Li, J.P. Froning, J. Granatier, P. Hobza, R. Zbořil, F. Besenbacher, M. Dong, M. Otyepka: „Quantification of the Interaction Forces between Metals and Graphene by Quantum Chemical Calculations and Dynamic Force Measurements under Ambient Conditions“, ACS Nano 7, 1646–1651 (2013).
- V. Georgakilas, M. Otyepka, A.B. Bourlinos, V. Chandra, N. Kim, K.C. Kemp, P. Hobza, R. Zbořil, K.S. Kim: „Functionalization of Graphene: Covalent and Non-Covalent Approaches, Derivatives and Applications“, Chem. Rev. 112, 6156-6214 (2012).
- P. Hobza: „Calculations on Noncovalent Interactions and Databases of Benchmark Interaction energies“, Acc. Chem. Res. 45, 663–672 (2012).

Patenty
- Method of immobilization of silver nanoparticles on solid substrates. Majitel: Univerzita Palackého v Olomouci. Původci: R. Zbořil, J. Soukupová: (US 9505027 B2, 11/2016, EP 2701515 B1, 09/2017)
- Dichlorido complexes of platinum with 7-azaindole halogeno-derivatives for use in the treatment of tumour diseases. Majitel: Univerzita Palackého v Olomouci. Původci: Trávníček, Z.; Štarha, P.; Dvořák, Z.  (EP2636410 B1, 04/2015)
- The method of synthesis of the iron nanopowder with the protective oxidic coat from natural and synthetic nanopowdered iron oxides and oxyhydroxides. Původci: R. Zbořil, O. Schneeweiss, J. Filip, M. Mašláň: (EP2164656 B1, 07/2013)
- Process of whey protein separation from milk medium and apparatus for its implementation. Původci: K. Holá, R. Zbořil, I. Medřík (EP 2873329, 5/2017)
- Kompozitní planární materiál na bázi celulózy. Původci: L. Lapčík, B. Lapčíková, R. Zbořil (EP 3034693 B1 08/2018)
- Antibiotický přípravek a jeho použití. Původci: A. Panáček, L. Kvítek, R. Prucek, M. Kolář, R. Zbořil (přihláška 2013-62, EP2950804 B1, 12/2017, WO2014117755)
- Utilization of copper complexes involving 2-phenyl-3-hydroxy-4(1H)-quinolinone and 1,10-phenanthroline derivatives for the preparation of drugs for the treatment of tumour diseases. Původci: Z. Trávníček, J. Vančo, R. Buchtík, Z. Dvořák (EP 2650000 B1)
- Dichlorido complexes of platinum with 7-azaindole halogeno-derivatives for use in the treatment of tumour diseases. Původci: Z. Trávníček, P. Štarha, Z. Dvořák: (EP 2636410 B1)
- Způsob měření rychlých změn nízkých hodnot povrchové vodivosti dielektrik v prostředí elektromagnetické interference síťového napětí a zařízení pro provádění tohoto způsobu měření. Majitel: Univerzita Palackého v Olomouci. Původce: P. Fryčák: (CZ 306726 B6, 04/2017)
- Komplexy zlata s ω-substituovanými deriváty 6-alkyloxy-9-deazapurinů a deriváty fosfanu a použití těchto komplexů pro přípravu léčiv k terapii zánětlivých a nádorových onemocnění. Majitel: Univerzita Palackého v Olomouci. Původci: Trávníček, Z.; Gáliková, J.; Hošek, J.; Vančo, J. (CZ 305624 B6 12/2015)